# Джан-Алі
Джан-Алі (جان علی; нар. 1516 — 25 вересня 1535) — 12-й казанський хан у 1532—1535 роках, касимовський хан у 1519—1532 роках. Також відомий як Єналей.

## Життєпис
Походив з Астраханських Тука-Тимуридів, гілки Чингизідів. Внучатий небіж Ахмата, хана Великої Орди. Син Шейх-Авліяра, касимовського хана. Народився 1516 року в Касимові. У 1519 році отримав касимовське ханство після того, як його брат Шах-Алі став казанським ханом.
1531 року підтиском Москви було повалено казанського хана Сафа Ґерая 1532 року за підтримки мурзи Булат-Ширина й за згодою великого князя московського Василя III запрошений на трон Казанського ханства. Втім фактична влада належала карачібеку Булат Ширіну і Гаухаршад (останній представниці Казанських Тука-Тимуридів). 1533 року одружився з Сююмбіке, дружиною Сафа Ґерая.
1535 року за підтримки ногайців повалений Сафа Ґераєм, який повернув собі владу. Заслано до міста Іске-Казань. Помер або був убитий того самого року.